# Prostanthera
Prostanthera là một chi thực vật có hoa trong họ Hoa môi (Lamiaceae).

## Mô tả
Các loài Prostanthera là đặc hữu của Úc, tên thường gọi trong tiếng Anh là mint bush hay mintbush (nghĩa là bạc hà bụi). Chi này chứa khoảng 100 loài. Các loài trong chi Prostanthera thường là cây bụi, hiếm khi là cây gỗ, có lá mọc đối, hoa mọc thành chuỳ hoa ở nách lá hoặc ở đầu cành, với lá bắc hay lá bắc con ở gốc, các lá đài hợp tại gốc với hai thùy, các cánh hoa thường có màu xanh lam đến tím hoặc trắng, hợp thành ống có hai môi, môi dưới có 3 thùy thường tỏa rộng và môi trên có 2 thùy hoặc có khía chữ V. Ống tràng có màu tía ánh lam đến trắng hoặc đỏ nhiều hay ít. Có 4 nhị, các bao phấn thường có một phần phụ nhỏ. Bầu nhụy có 4 thùy và đỉnh đầu nhụy có 2 nhánh.

## Sử dụng
Bạc hà bụi được trồng làm cây cảnh, lấy tinh dầu và làm gia vị.

## Phân loại
Chi Prostanthera được Jacques Labillardière mô tả chính thức năm 1806 trong sách Novae Hollandiae Plantarum Specimen và loài đầu tiên được ông mô tả là Prostanthera lasianthos. Tên khoa học có nguồn gốc từ tiếng Hy Lạp để chỉ "phần phụ". Trong các hoa có các phần phụ nhỏ giống như cựa trên các bao phấn.

## Các loài
Danh sách dưới đây là các loài được Australian Plant Census công nhận vào tháng 8 năm 2020:
- Prostanthera albiflora B.J.Conn (W.A.)
- Prostanthera albohirta C.T.White (Qld.)
- Prostanthera althoferi B.J.Conn (W.A., N.T., S.A.)
  - Prostanthera althoferi B.J.Conn subsp. althoferi (W.A.)
  - Prostanthera althoferi subsp. longifolia B.J.Conn (N.T., S.A.)
- Prostanthera ammophila B.J.Conn (S.A.)
- Prostanthera arapilensis M.L.Williams, Drinnan & N.G.Walsh (Vic.)
- Prostanthera askania B.J.Conn (N.S.W.)
- Prostanthera aspalathoides A.Cunn. ex Benth. (S.A., N.S.W., Vic.)
- Prostanthera athertoniana B.J.Conn & T.C.Wilson (Qld.)
- Prostanthera baxteri A.Cunn. ex Benth. (W.A.)
- Prostanthera behriana Schltdl. (S.A.)
- Prostanthera caerulea R.Br. (N.S.W.)
- Prostanthera calycina F.Muell. ex Benth. (S.A.)
- Prostanthera campbellii F.Muell. (W.A.)
- Prostanthera canaliculata F.Muell. (W.A.)
- Prostanthera carrickiana B.J.Conn (W.A.)
- Prostanthera centralis B.J.Conn (W.A., N.T.)
- Prostanthera chlorantha (F.Muell.) F.Muell. ex Benth. (S.A.)
- Prostanthera cineolifera R.T.Baker & H.G.Sm.. (N.S.W.)
- Prostanthera clotteniana (F.M.Bailey.) A.R.Bean (Qld.)
- Prostanthera collina Domin (Qld.)
- Prostanthera conniana T.C.Wilson (N.S.W.)
- Prostanthera cruciflora J.H.Willis (N.S.W.)
- Prostanthera cryptandroides A.Cunn. ex Benth. (Qld., N.S.W.)
  - Prostanthera cryptandroides A.Cunn. ex Benth. subsp. cryptandroides (N.S.W.)
  - Prostanthera cryptandroides subsp. euphrasioides (Benth.) B.J.Conn (Qld., N.S.W.)
- Prostanthera cuneata Benth. (N.S.W.)
- Prostanthera decussata F.Muell. (N.S.W., A.C.T., Vic.)
- Prostanthera densa A.A.Ham. (N.S.W.)
- Prostanthera denticulata R.Br. (N.S.W., Vic.)
- Prostanthera discolor R.T.Baker (N.S.W.)
- Prostanthera eckersleyana F.Muell. (W.A.)
- Prostanthera eungella B.J.Conn & K.M.Proft (Qld.)
- Prostanthera eurybioides F.Muell. (S.A.)
- Prostanthera ferricola B.J.Conn & K.A.Sheph. (W.A.)
- Prostanthera florifera B.J.Conn (S.A.)
- Prostanthera galbraithiae B.J.Conn (Vic.)
- Prostanthera gilesii Althofer ex B.J.Conn & T.C.Wilson (N.S.W.)
- Prostanthera granitica Maiden & Betche  (Qld., N.S.W.)
- Prostanthera grylloana F.Muell. (W.A.)
- Prostanthera hindii B.J.Conn (N.S.W.)
- Prostanthera hirtula F.Muell. ex Benth. (N.S.W., Vic.)
- Prostanthera howelliae Blakely (N.S.W.)
- Prostanthera incana A.Cunn. ex Benth. (N.S.W., Vic.)
- Prostanthera incisa R.Br. (Qld., N.S.W., Vic.)
- Prostanthera incurvata B.J.Conn (W.A.)
- Prostanthera junonis B.J.Conn (N.S.W.)
- Prostanthera lanceolata Domin (N.S.W.)
- Prostanthera laricoides B.J.Conn (W.A.)
- Prostanthera lasianthos Labill. (Qld., N.S.W., A.C.T., Vic., Tas.)
- Prostanthera leichhardtii Benth. (Qld.)
- Prostanthera linearis R.Br. (Qld., N.S.W.)
- Prostanthera lithospermoides F.Muell. (Qld.)
- Prostanthera magnifica C.A.Gardner (W.A.)
- Prostanthera makinsonii B.J.Conn & T.C.Wilson (N.S.W.)
- Prostanthera marifolia R.Br. (N.S.W.)
- Prostanthera megacalyx C.T.White & W.D.Francis (Qld.)
- Prostanthera melissifolia F.Muell. (N.S.W., Vic.)
- Prostanthera monticola B.J.Conn (N.S.W., Vic.)
- Prostanthera mulliganensis B.J.Conn & T.C.Wilson (Qld.)
- Prostanthera nanophylla B.J.Conn (W.A.)
- Prostanthera nivea A.Cunn. ex Benth. (Qld., N.S.W., Vic.) 
  - Prostanthera nivea var. induta Benth. (N.S.W.)
  - Prostanthera nivea A.Cunn. ex Benth. var. nivea (N.S.W., Vic.)
- Prostanthera nudula J.M.Black ex E.L.Robertson (Qld.)
- Prostanthera oleoides T.C.Wilson & B.J.Conn (Qld.)
- Prostanthera ovalifolia R.Br. (Qld., N.S.W., Vic.)
- Prostanthera palustris B.J.Conn (N.S.W.)
- Prostanthera parvifolia Domin (Qld.)
- Prostanthera patens B.J.Conn (W.A.)
- Prostanthera pedicellata B.J.Conn (W.A.)
- Prostanthera petraea B.J.Conn (Qld., N.S.W.)
- Prostanthera petrophila B.J.Conn (W.A.)
- Prostanthera phylicifolia F.Muell. (Qld., N.S.W., A.C.T., Vic.)
- Prostanthera porcata B.J.Conn (N.S.W.)
- Prostanthera prostantheroides (F.Muell.) T.C.Wilson, M.J.Henwood & B.J.Conn (W.A.)
- Prostanthera prunelloides R.Br. (N.S.W.)
- Prostanthera rhombea R.Br. (N.S.W., Vic.)
- Prostanthera ringens Benth. (Qld., N.S.W.)
- Prostanthera rotundifolia R.Br. (N.S.W., Vic., Tas.)
- Prostanthera rugosa A.Cunn. ex Benth. (N.S.W.)
- Prostanthera saxicola R.Br. (Qld., N.S.W., Vic.)
  - Prostanthera saxicola var. bracteolata J.H.Willis (Qld., N.S.W., Vic.)
  - Prostanthera saxicola var. major Benth. (Qld., N.S.W.)
  - Prostanthera saxicola var. montana A.A.Ham. (N.S.W.)
  - Prostanthera saxicola R.Br. var. saxicola (N.S.W.)
- Prostanthera schultzii F.Muell. ex Tate (N.T.)
- Prostanthera scutata C.A.Gardner (W.A.)
- Prostanthera scutellarioides (R.Br.) Briq. (N.S.W.)
- Prostanthera sejuncta M.L.Williams, Drinnan & N.G.Walsh (N.S.W.)
- Prostanthera semiteres B.J.Conn (W.A.)
  - Prostanthera semiteres subsp. intricata B.J.Conn (W.A.)
  - Prostanthera semiteres B.J.Conn subsp. semiteres (W.A.)
- Prostanthera sericea (J.M.Black) B.J.Conn (W.A., N.T., S.A.)
- Prostanthera serpyllifolia (R.Br.) Briq. (W.A., S.A., N.S.W., Vic.) 
  - Prostanthera serpyllifolia subsp. microphylla (R.Br.) B.J.Conn (W.A.)
  - Prostanthera serpyllifolia (R.Br.) Briq. subsp. serpyllifolia (W.A.)
- Prostanthera spinosa F.Muell. (S.A., Vic.)
- Prostanthera splendens B.J.Conn (W.A.)
- Prostanthera staurophylla F.Muell. (N.S.W.)
- Prostanthera stenophylla B.J.Conn (N.S.W.)
- Prostanthera striatiflora F.Muell. (W.A., N.T., S.A., N.S.W.)
- Prostanthera stricta R.T.Baker (N.S.W.)
- Prostanthera suborbicularis C.T.White & W.D.Francis (Qld.)
- Prostanthera tallowa B.J.Conn & T.C.Wilson (N.S.W.)
- Prostanthera teretifolia Maiden & Betche (N.S.W.)
- Prostanthera tozerana B.J.Conn & T.C.Wilson (Qld.)
- Prostanthera tysoniana Carrick B.J.Conn (W.A.)
- Prostanthera verticillaris B.J.Conn (W.A.)
- Prostanthera violacea R.Br. (N.S.W.)
- Prostanthera walteri F.Muell. (N.S.W., Vic.)
- Prostanthera wilkieana F.Muell. (W.A., N.T., S.A.)

## Hình ảnh

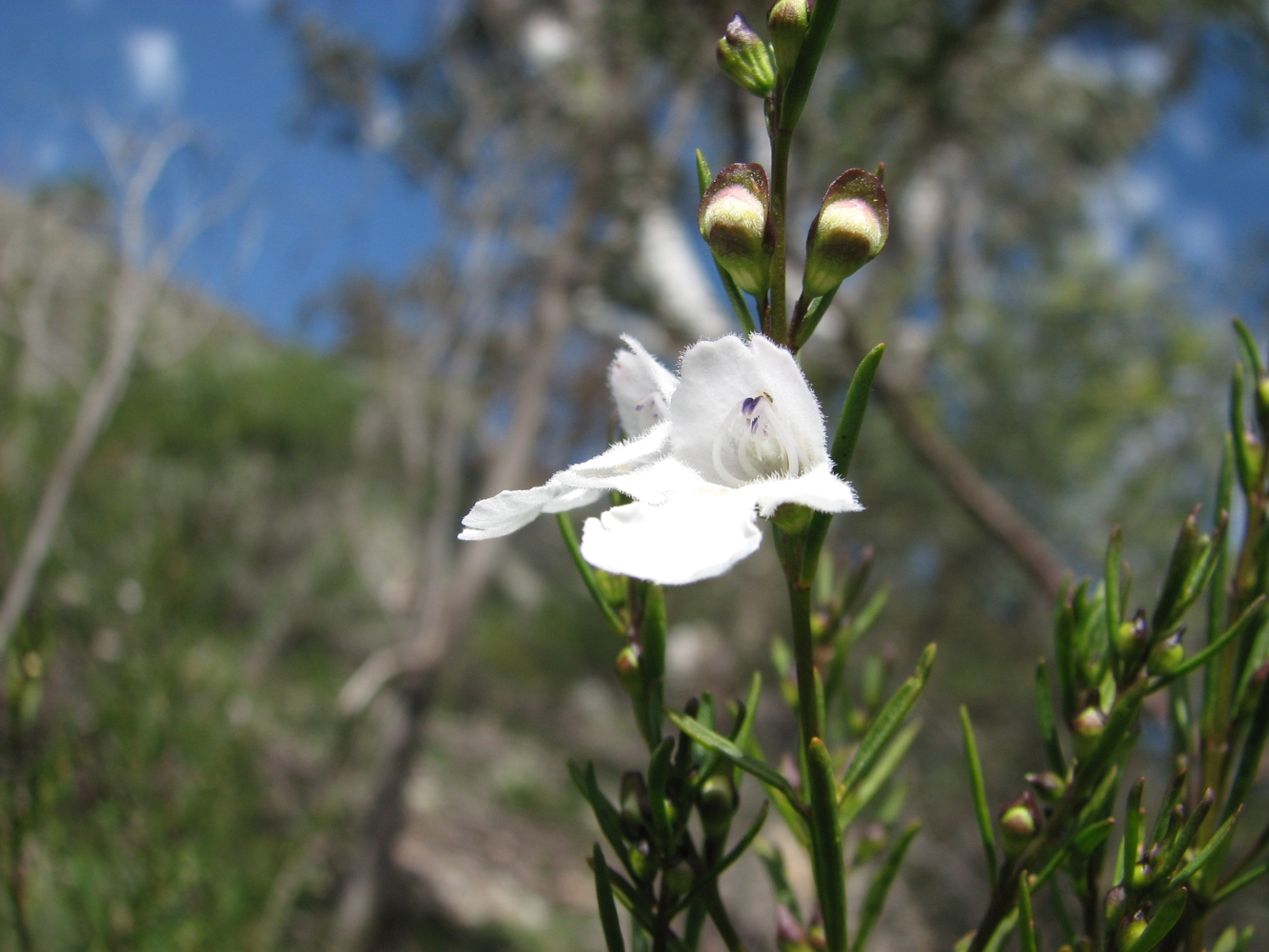
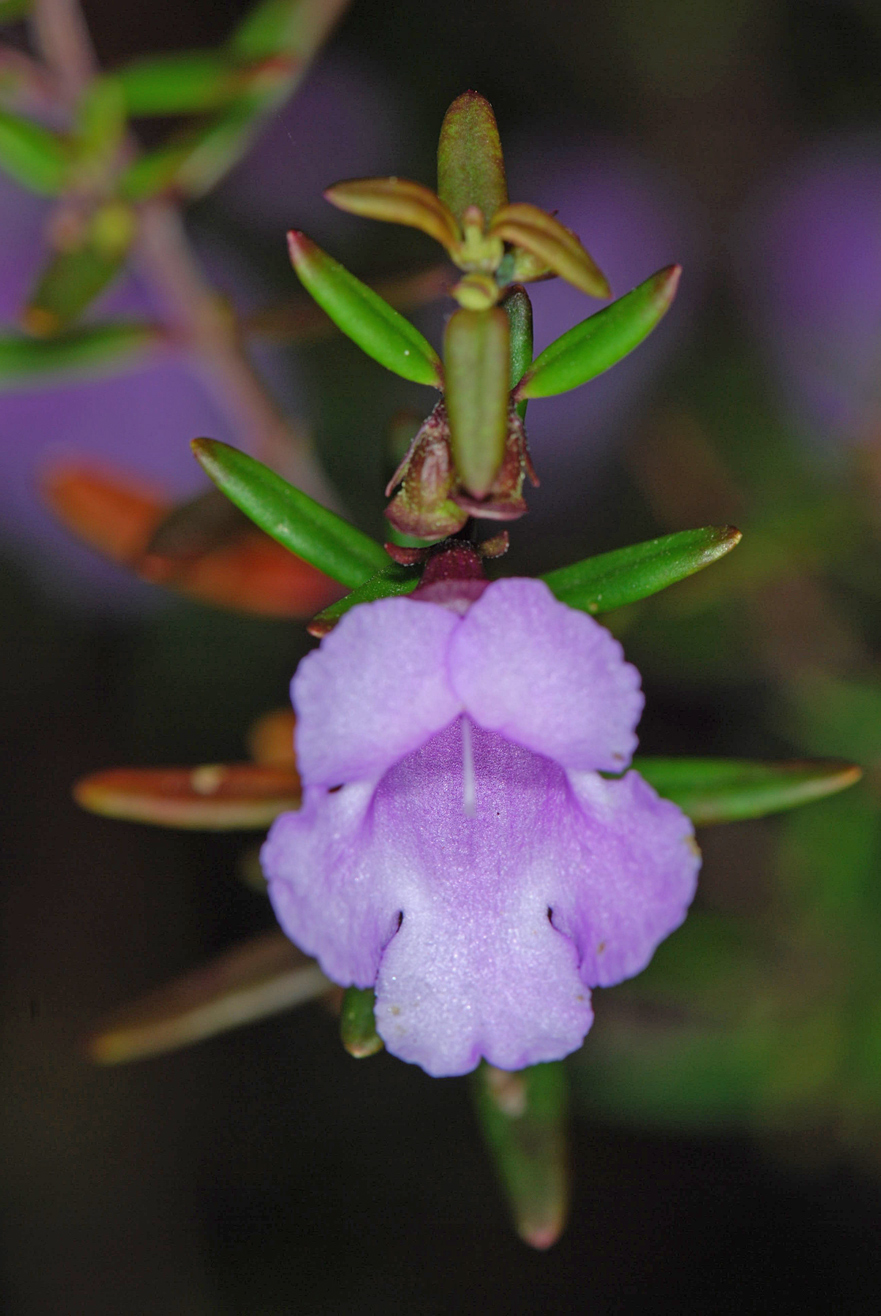
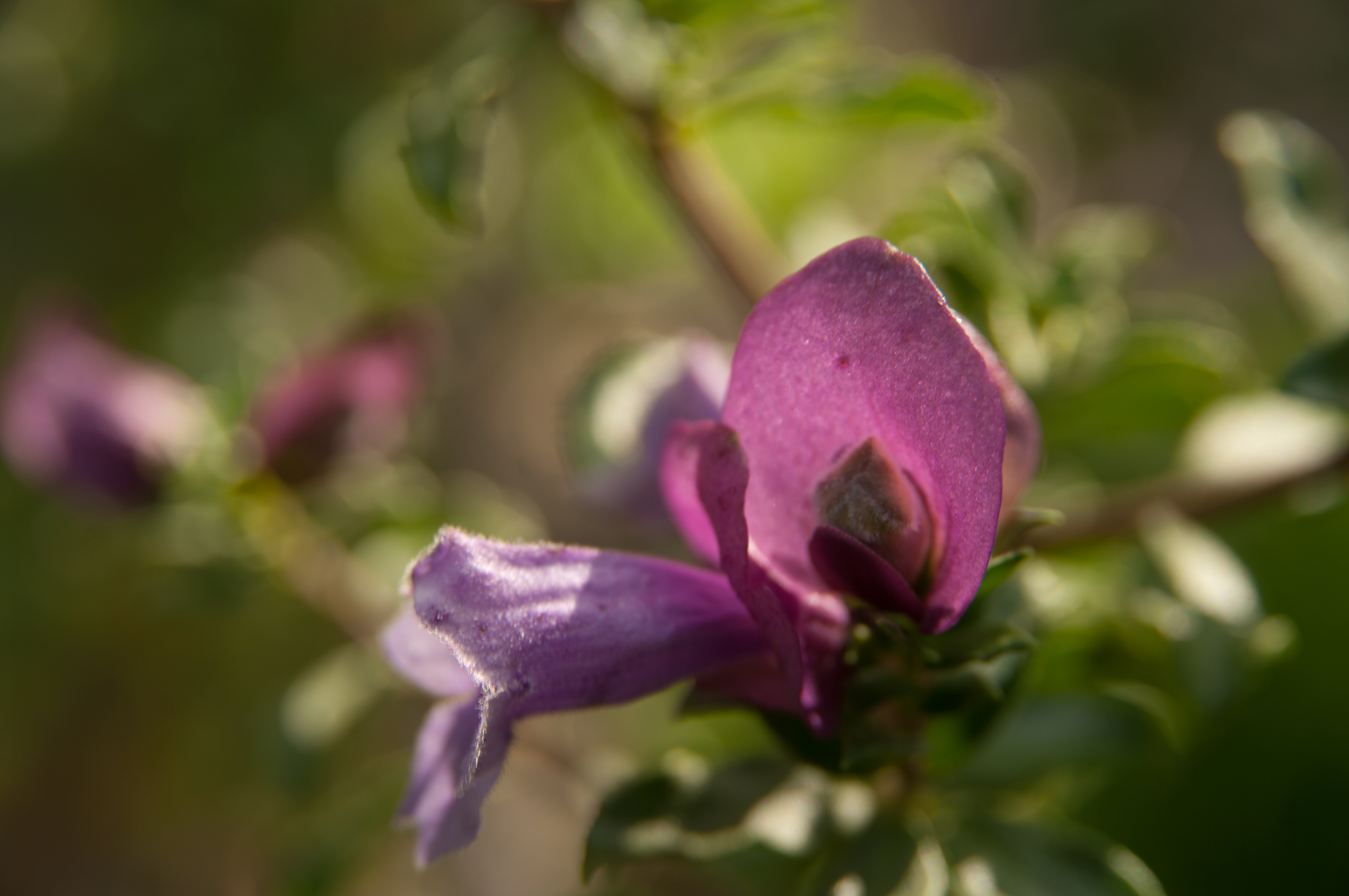
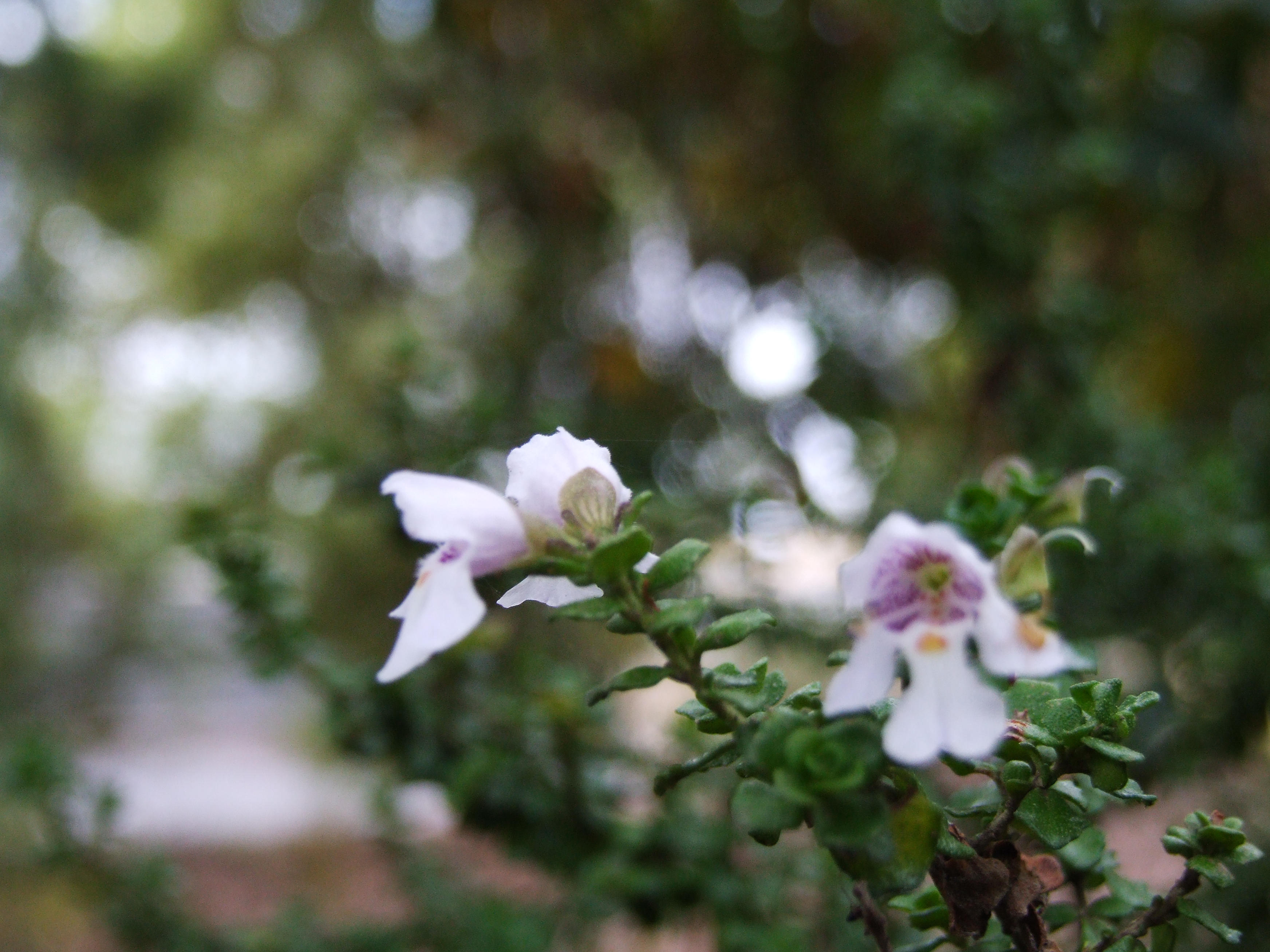